# Var och en som hör – o, dyrbara ord
Var och en som hör – o, dyrbara ord är en sång med text från 1869-1870 och musik från 1870 av Philip Paul Bliss. Sången översattes 1875 till svenska av Erik Nyström.

## Publicerad i
- Svenska Missionsförbundets sångbok 1903 som nr 130 under rubriken "Hvar och en, som hör"
- Musik till Frälsningsarméns sångbok 1907 som nr 270.
- Frälsningsarméns sångbok 1929 som nr 98 under rubriken "Frälsningssånger - Inbjudning".
- Frälsningsarméns sångbok 1968 som nr 104 under rubriken "Frälsning".
- Frälsningsarméns sångbok 1990 som nr 372 under rubriken "Frälsning".